# 共和党 (中国)
共和党，中华民国初年建立政党之一。成立于1912年5月9日上海张园，由民社、统一党、国民协进会、民国公会、国民党同志会等合并组成。其组织拥有国内支部27个，国外支部7个。党员约10万。黎元洪为理事长，张謇、章太炎、伍廷芳、那彦图等4人为理事。该党党员先后成为阁员的有：熊希龄、范源濂、张元奇、应德闳、章宗元。参加该党的地方都督有黎元洪、蒋尊簋、朱瑞、庄蕴宽、吕公望、赵惟熙、杨增新、胡景伊、程德全等人。不久，章太炎辞去共和党理事，发宣言维持统一党。

## 成立緣起[2]
共和黨由統一黨、民社、國民協進會、民國公會、國民黨五團體合併而成，於民國元年五月初九日在滬開成立大會，通過規約，選舉理事長、理事、幹事，並將五團名義同時取消，在京設立本部，迭經登報布告。
共和黨成於五大政團：
- (一)統一黨，即前之中華民國聯合會，創辦者為章炳麟、張謇、程德全等，皆有功民國之人，其黨員咸一時材俊，今章炳麟以他故未加入。張、程諸先生均在本黨。
- (二)民社，即武昌起事諸人，武漢舊有共進會，光復後，孫武、張振武、 劉成禺、張伯烈等組織政黨，推黎元洪為領袖，其黨員皆共進會之創造民國者。
- (三)國民協進會，乃黃河以北最初發生之政黨，其中黨員成為才識閎達，熱心共和之士。
- (四)民國公會，為揚子江一帶革命團體之光復會中穩健分子及其他政客學子所組織。
- (五)国民党同志会，為江浙間樸學士人素昔從事教育及地方公益者所組織。组织者当时宣布：“本党同志集合至五百人以上时，即开成立大会，公举党首及各职员”，“未经成立以前，暂称国民党同志会”但事实上直至5月，也未能举行成立大会。[3]

### 上海合併之情形
合併之議始於上海，民國元年4月15日在商學公會開第一次會議，蒞會者共有七政團，計
- 統一黨代表孟森、黃雲鵬，
- 民社代表孫發緒、胡鈞、項驤，
- 民國公會代表陳敬第、黃群，
- 國民協進會代表周大烈、籍忠寅，
- 國民協會代表張嘉璈、張國淦、袁思永，
- 国民党同志会代表沈彭年、張毓英，
- 共和建設討論會代表孫洪伊、湯化龍、林長民。

自是日始，逐日開會討論黨名、黨義、政綱、組織諸問題，並將所有擬議條件陸續報告各團，經各團自行開會議決承認後，復由代表報告，其中惟共和建設討論會代表、國民協會代表報告本黨意見，對於理事問題稍有異議，於是七政團變為五政團，仍繼續開議，於4月24日始將規約決議並作成合併決議書。
在北美，1912年6月中國共和黨駐美洲總支部 、加拿大雲高華埠(溫哥華舊稱)共和黨總支部成立，崔通約為加拿大共和黨黨魁 。

## 黨義
- 保持全國統一，取國家主義。

- 以國家權力扶持國民進步。

- 應世界大勢以平和實利立國。[5]

## 再次合併
1913年5月又与民主党、统一党合并，组成进步党，成为国会仅次于国民党的第二大党。主张国权主义，反对国民党的民权主义。